# بيت هيوة (المخادر)

تعديل مصدري - تعديل

بيت هيوة هي إحدى قرى عزلة بني سرحة بمديرية المخادر التابعة لمحافظة إب، بلغ تعداد سكانها 119 نسمة حسب تعداد اليمن لعام 2004.